# Yu Yuan (Shanghai)

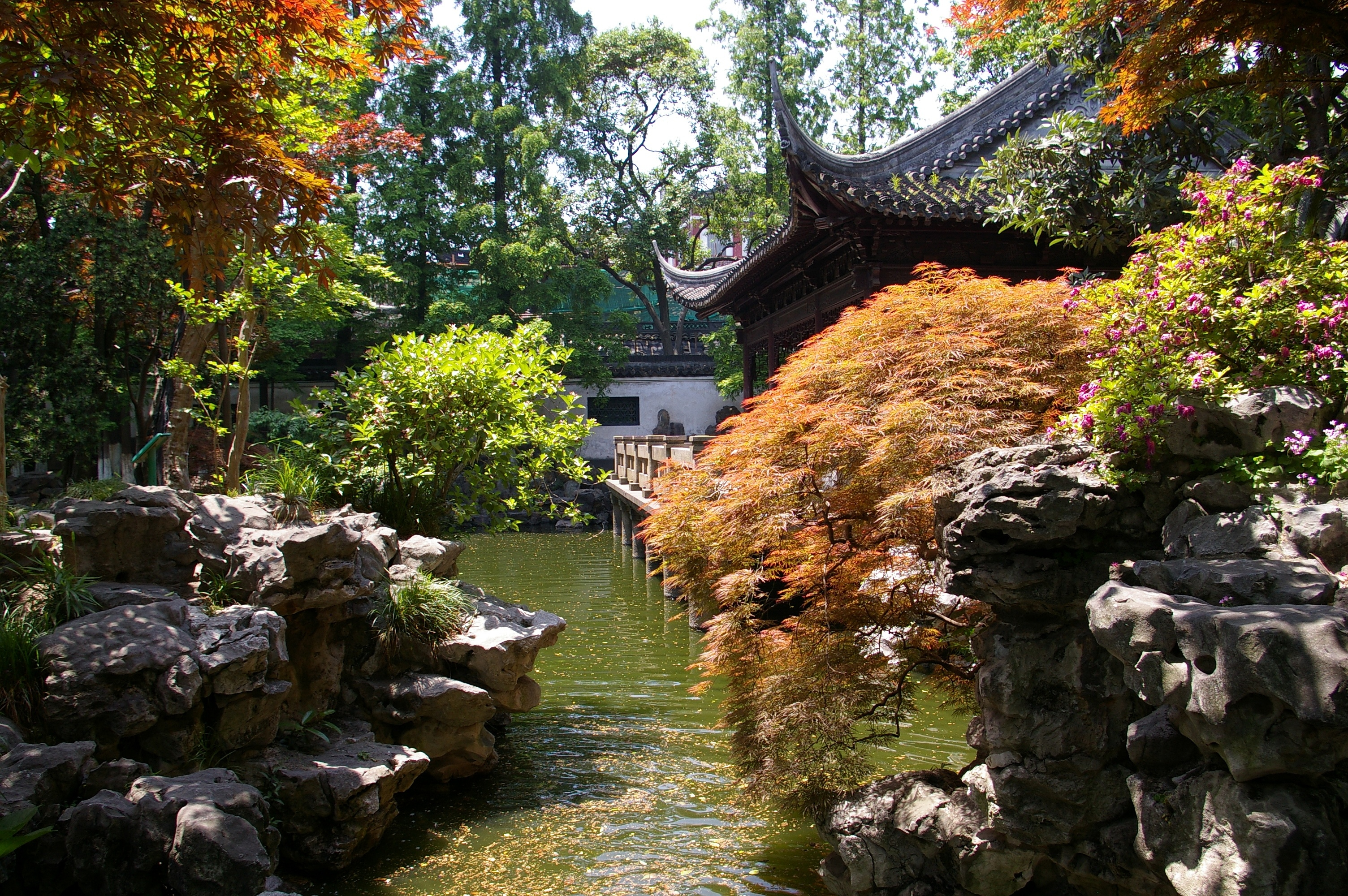
Yu-Garten

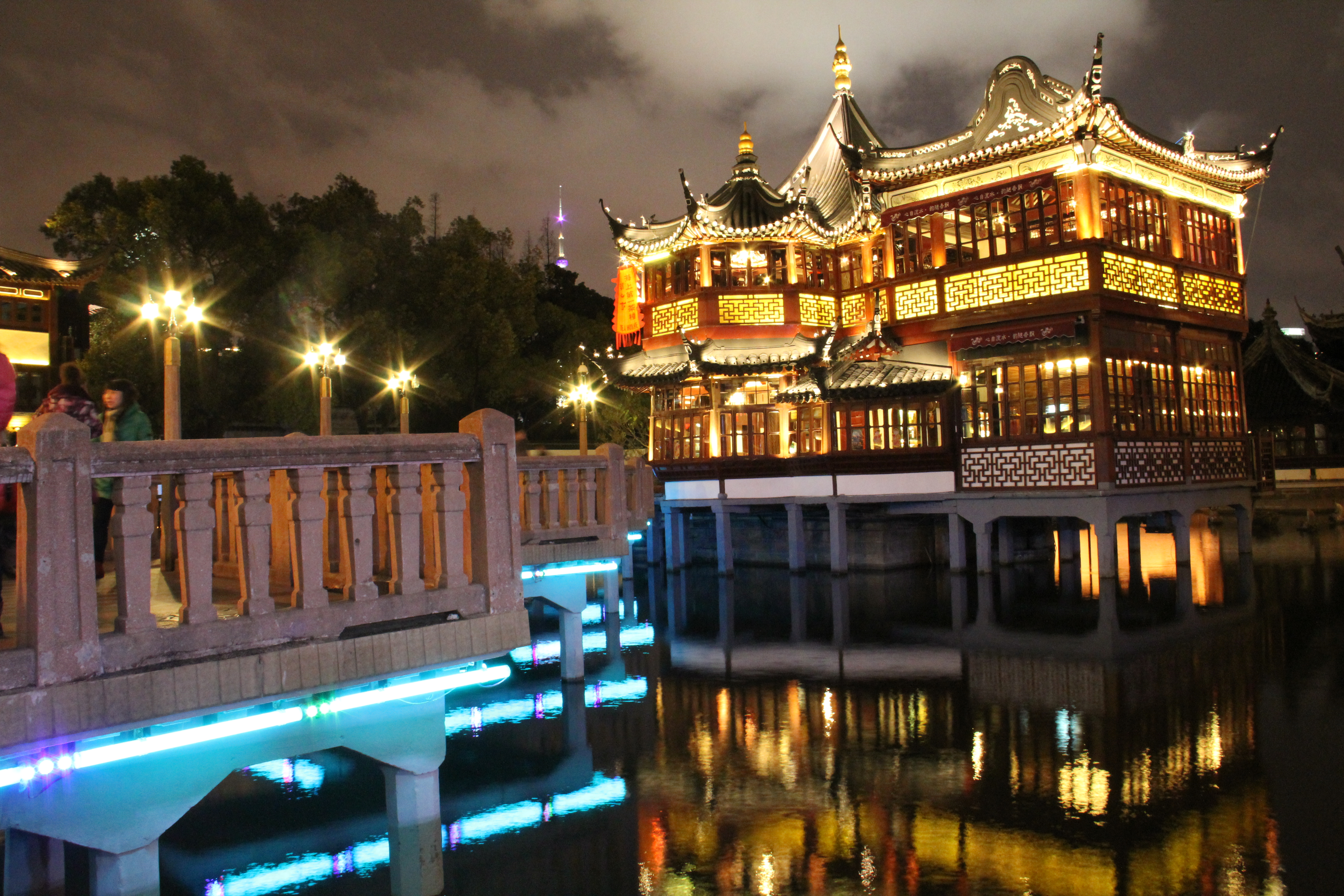
Yu Yuan Teehaus

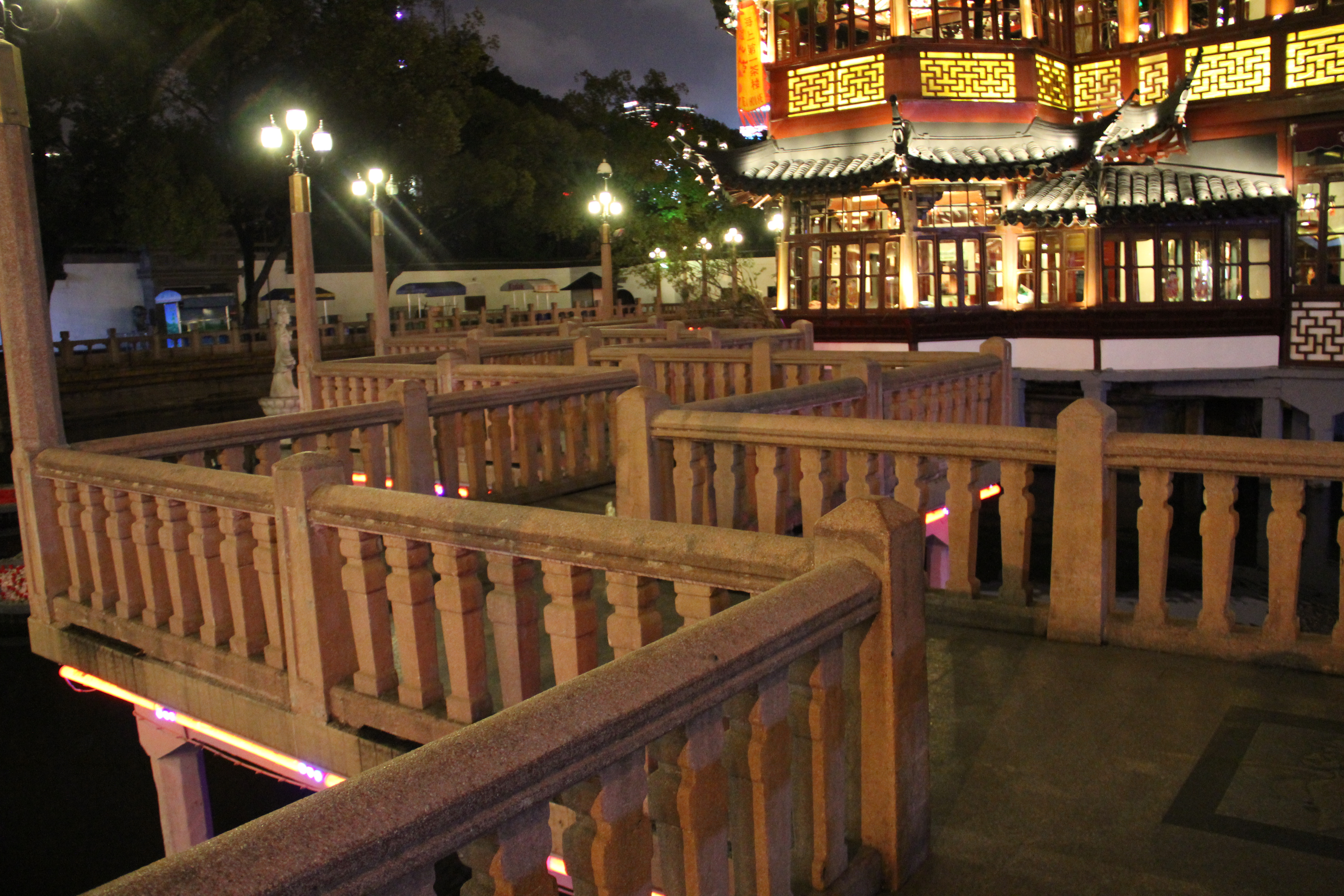
Jiuqu Brücke zum Teehaus mit 9 Biegungen

Der Yu-Garten (chinesisch 豫園 / 豫园, Pinyin Yùyuán) in Shanghai gilt als eines der schönsten Beispiele der Gartenkunst in China. 

## Geschichte
Der Yu-Garten wurde 1559 von Pān Yǔnduān (潘允端), einem hohen Beamten der Ming-Dynastie, als Privatgarten für seinen Vater in einem Gelände von zwei Hektar erbaut. 
Während des ersten Opiumkrieges, des Taiping-Aufstandes und während des zweiten Japanisch-Chinesischen Krieges wurden die Parkanlagen beschädigt. Ende der 1950er Jahre wurde die Gartenanlage renoviert und der Park 1961 für die Öffentlichkeit zugänglich gemacht. Der Garten steht seit 1982 auf der Liste der Denkmäler der Volksrepublik China in Shanghai.

## Unterteilung

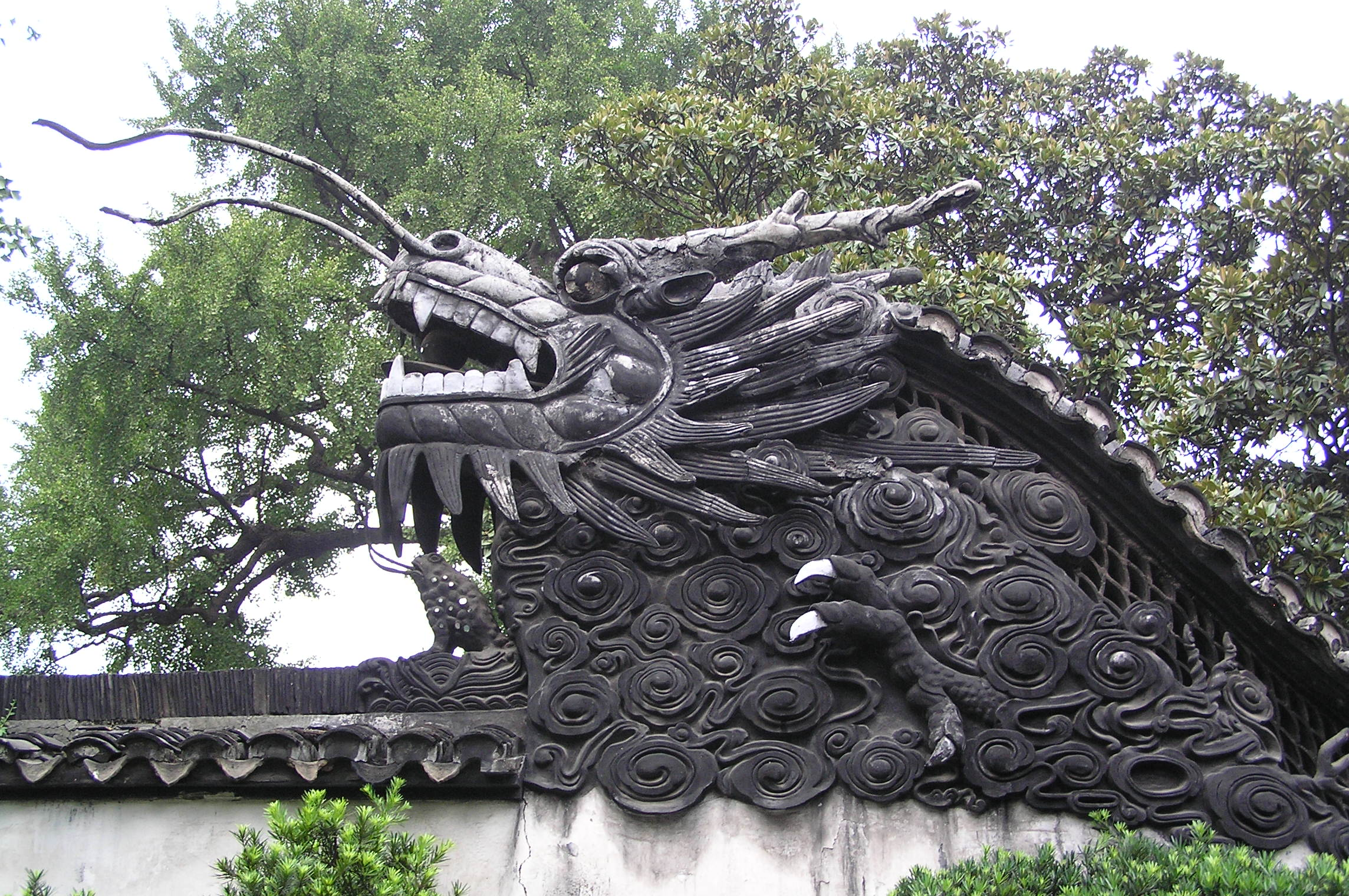
Drachenkopf

Der Garten bietet eine Reihe von architektonischen Besonderheiten und ist in sechs Teilen nach dem Suzhou-Stil unterteilt:
1. Sansui-Halle (三穗堂, Sānsuìtáng),
2. Wanhua-Kammer (萬花樓 / 万花楼, Wànhuālóu),
3. Dianchun-Halle (點春堂 / 点春堂, Diǎnchūntáng),
4. Huijing-Halle (會景樓 / 会景楼, Huìjǐnglóu)
5. Yuhua-Halle (玉華堂 / 玉华堂, Yùhuátáng),
6. Innerer Garten (內園 / 内园, Nèiyuán).

Jeder dieser sechs Teile ist von den anderen durch Drachenmauern mit grauen Ziegeln abgetrennt, die in einem Drachenkopf enden.